# Protesty w Libanie (2019–2020)
Protesty w Libanie – seria antyrządowych protestów w Libanie trwających od 17 października 2019 roku, których przyczyną był sprzeciw wobec projekt podatku od komunikatorów.
Przyczyną protestów trwających od 17 października 2019 roku był zaproponowany przez rząd podatek od WhatsAppa i innych komunikatorów internetowych w wysokości 6 dol. amerykańskich miesięcznie, który wywołał natychmiastowy sprzeciw i protesty. Rząd szybko wycofał się z projektu, ale nie wygasiło to protestów, które były podsycane przez złą sytuację gospodarczą, rosnącą inflację, zaniedbaną infrastrukturę i korupcję, a także problemy z utrzymaniem uchodźców z Syrii.